# Équipe d'Ukraine de curling
L'équipe d'Ukraine de curling est la sélection qui représente l'Ukraine dans les compétitions internationales de curling. En 2017, les équipes ne sont pas classées.

## Historique
La fédération nationale est fondée en 2002 pour appuyer la promotion et la popularité du Curling en Ukraine et devient membre provisoire de la Fédération mondiale de curling de 2003 to 2007. Au congrès de 2013, elle réintègre la fédération en même temps qu’Israël et la Géorgie.
Le premier championnat national a eu lieu en décembre 2015 au Katok Ice Arena de Kiev avec cinq équipe masculine et quatre féminine. Le deuxième a eu lieu en 2017